# Carpias stebbingi
Carpias stebbingi là một loài chân đều trong họ Janiridae. Loài này được Monod miêu tả khoa học năm 1933.